# Chitipa
Chitipa ist eine Stadt mit 17.743 Einwohnern (Volkszählung 2018) im äußersten Nordwesten von Malawi auf 1200 Meter Höhe und Hauptstadt des gleichnamigen Distriktes mit einer Fläche von 4288 km² und 126.799 Einwohnern. Sie liegt an der Schotterpiste von Karonga zur Great North Road (Tanzam Highway) in Sambia von Lusaka in Sambia nach Daressalam in Tansania. Der Distrikt reicht vom Norden des Nyika-Plateaus über das Bergland nach Norden bis zur tansanischen Grenze und vom Abhang nach Karonga im Osten bis zur sambischen Grenze. Keine Straße ist hier asphaltiert. Vor allem in der Regenzeit gibt es regelmäßig Versorgungsengpässe. Die Stadt Chitipa verfügt über eine Flugpiste, ein 100-Betten-Krankenhaus, Grund- und Sekundarschulen mit Internat, Wochenmarkt, Supermarkt, Post und Bank.
Chitipa gehörte zum alten Königreich der Ngonde. Dieses Volk siedelt bis heute in diesem Gebiet bis nach Karonga. Während der britischen Kolonialzeit hieß der Ort Fort Hill.
Zu den Problemen Chitipas gehört das Roden auf den umliegenden Bergen, den Mafinga Hills im Süden und Misuku Hills im Osten. Der Waldbestand ist so stark gelichtet, dass Erdrutsche die Folge sind und auch ein Austrocknen der Quellen in der Trockenzeit. Die Anbaumethoden der Bauern hier gelten selbst für Malawi als antiquiert. Es fehlen Kunstdünger, gutes Saatgut, Transport und auch einfache Bewässerung. Chitipa zählt mit Ntchisi und Nsanje zu den Distrikten mit den meisten Lehmhäusern. Deren Dächer bestehen weder aus gebrannten Ziegeln noch aus Blech, wie dies in anderen Regionen des Landes der Fall ist.